# Mónaco en los Juegos Olímpicos de París 1924
Mónaco estuvo representado en los Juegos Olímpicos de París 1924 por siete deportistas masculinos que compitieron en cuatro deportes.
El portador de la bandera en la ceremonia de apertura fue el atleta Gaston Médécin. El equipo olímpico monegasco no obtuvo ninguna medalla en estos Juegos.